# Жаке, Эме
Эме́ Жаке́ (фр. Aimé Jacquet; 27 ноября 1941, Сель-су-Кузан, департамент Луара, Франция) — французский футболист и футбольный тренер.

## Биография
Эме Жаке родился в местечке Сель-су-Кузан. Начал свою карьеру в местном любительском футбольном клубе, совмещая тренировки с работой на фабрике. В 1959 году молодой полузащитник был замечен агентами ведущего, на тот момент, клуба страны — «Сент-Этьена». Подписав свой первый профессиональный контракт с этим клубом в 1961 году, за 11 лет своей карьеры Жаке выиграл вместе с «Сент-Этьеном» пять чемпионских титулов и три Кубка Франции. Эме Жаке также дважды выходил на поле в футболке национальной сборной. В 1973 году Жаке перешёл в «Олимпик Лион», где через три года завершил свою игровую карьеру.
Перейдя на тренерскую работу, наибольших успехов на клубном уровне Жаке добился с «Бордо», выиграв вместе с жирондинцами три чемпионата и два Кубка Франции и успешно выступая в еврокубках. После «Бордо» Эме Жаке возглавлял более скромные «Монпелье» и «Нанси».
В 1992 году Жаке был назначен помощником Жерара Улье в сборной Франции. После провала сборной в отборочном цикле к чемпионату мира 1994 года и отставки Жерара Улье 17 декабря 1993 года Эме Жаке стал исполняющим обязанности главного тренера «трёхцветных», а когда сборная провела серию удачных товарищеских матчей, он был утверждён в должности.
Продолжая призывать в сборную опытных футболистов, таких, как Эрик Кантона, Давид Жинола, Поль Ле Гуэн, Жан-Пьер Папен в отборочном турнире к чемпионату Европы 1996 года, в Англию Жаке повёз уже более молодую команду: Зинедин Зидан, Юри Джоркаефф, Кристиан Карамбё, Лилиан Тюрам. На чемпионате французы дошли до полуфинала, уступив в серии пенальти сборной Чехии.
9 августа 1996 года Федерация футбола Франции продлила контракт Эме Жаке до чемпионата мира 1998 года. Тренер решил проститься с многими опытными футболистами, чем вызвал недовольство болельщиков и критику со стороны прессы.
В мае 1998 года вместо списка из 22 игроков для участия в Кубке мира Жаке представил 28 фамилий и снова вызвал неодобрение среди французских печатных изданий.
Тем не менее, слаженность коллектива, воля к победе и, безусловно, поддержка родных трибун помогли «синим» впервые в своей истории стать чемпионами мира, 12 июля 1998 года сенсационно разгромив в финале Бразилию со счётом 3:0, авторами мячей стали полузащитники, привлечённые Жаке в сборную, — Зинедин Зидан и Эммануэль Пети.
После чемпионата мира, согласно ранее объявленному решению, Эме Жаке оставил пост главного тренера, став техническим директором французской сборной. На этом посту он проработал до 2006 года.

## Достижения

### Как игрок
Сент-Этьен
- Чемпион Франции 1963/64, 1966/67, 1967/68, 1968/69, 1969/70
- Обладатель Кубка Франции 1962, 1968, 1970

### Как тренер
Бордо
- Чемпион Франции 1983/84, 1984/85, 1986/87
- Обладатель Кубка Франции 1986, 1987

Сборная Франции
- Чемпион мира 1998